# Lagtingsvalget 1980
Lagtingsvalget på Færøerne 1980 blev afholdt den 8. november 1980. 23 273 stemmer blev talt op.

## Resultater
| Parti                | Stemmer | Tilslutning | Mandater i Lagtinget | Ændring fra 1978 (Mandater) |
| -------------------- | ------- | ----------- | -------------------- | --------------------------- |
| Sambandsflokkurin    | 5 558   | 23,9 %      | 8                    | —                           |
| Javnaðarflokkurin    | 5 043   | 21,7 %      | 8                    | –1                          |
| Tjóðveldisflokkurin  | 4 415   | 19,0 %      | 6                    | —                           |
| Fólkaflokkurin       | 4 399   | 18,9 %      | 6                    | —                           |
| Sjálvstýrisflokkurin | 1 953   | 8,4 %       | 3                    | +1                          |
| Framburðsflokkurin   | 1 905   | 8,2 %       | 2                    | —                           |

## Eksterne links
- Hagstova Føroya — Íbúgvaviðurskifti og val (Færøsk statistik)

| Portal | Portal:Færøerne |